# Віялохвістка малаїтська
Віялохвістка малаїтська (Rhipidura malaitae) — вид горобцеподібних птахів родини віялохвісткових (Rhipiduridae).

## Поширення
Ендемік острова Малаїта в складі Соломонових островів.